# 桃花心木
桃花心木是一种楝科常绿乔木，常见的桃花心木有下列几种：
- 西印度群岛桃花心木（Swietenia mahagoni）[1]产自古巴、巴哈马等加勒比海国家和美国佛罗里达州；
- 大叶桃花心木（Swietenia macrophylla）产自洪都拉斯和秘鲁、巴西等中南美国家。
- 非洲桃花心木（Khaya）产自奈及利亞、黄金海岸等西非洲国家。
- 墨西哥桃花心木（Swietenia humilis）产自墨西哥。

被称为“菲律宾桃花心木”的植物属龙脑香科（Dipterocarpaceae），并非桃花心木。
桃花心木是受保护的植物。桃花心木可被制成红色硬木，主要用于高档家具、眼鏡、乐器的制造和游艇、高档汽车的装璜等。也常做為景觀樹、庭園樹和行道樹。
桃花心木是多米尼加共和国和伯利兹的国树。

## 栽植情况
在臺灣、福建、广东、广西、海南、云南等地区均栽有桃花心木。:44
巴巴多斯也有引进这种树木。

## 危害
在菲律宾，它可能会导致土壤酸化，对当地的野生动物也没什么好处。出于这些对环境造成的负面影响，许多当地的环保人士都在呼吁停止种植桃花心木。